# Montaigu (Vendée)
Montaigu ist eine Ortschaft und eine ehemalige französische Gemeinde mit 5.359 Einwohnern (Stand: 1. Januar 2022) im Département Vendée in der Region Pays de la Loire. Sie gehörte zum Arrondissement La Roche-sur-Yon und zum Kanton Montaigu.
Mit Wirkung vom 1. Januar 2019 wurden die ehemaligen Gemeinden Boufféré, La Guyonnière, Montaigu, Saint-Georges-de-Montaigu und Saint-Hilaire-de-Loulay zur Commune nouvelle Montaigu-Vendée zusammengeschlossen und haben in der neuen Gemeinde der Status einer Commune déléguée. Der Verwaltungssitz befindet sich im Ort Montaigu.

## Bevölkerungsentwicklung
| Jahr      | 1962 | 1968 | 1975 | 1982 | 1990 | 1999 | 2009 |
| Einwohner | 2580 | 3279 | 4797 | 4661 | 4323 | 4708 | 5008 |

## Sehenswürdigkeiten
- Stadtbefestigungen, 1586 geschleift
- Portail Saint-Léonard als Rest einer Kapelle aus dem Jahr 1215
- Kirche Saint-Jean-Baptiste

## Persönlichkeiten
- Louis-Marie Baudoin (1765–1835), Ordensgründer, geboren in Montaigu
- Louis Charles du Chaffault de Besné (1708–1794), Generalleutnant, Herr von Senardière bei Montaigu
- Pierre-Paul Clemenceau (1749–1825), Unterpräfekt von Montaigu 1800–1808, Urgroßvater von Georges Clemenceau, starb in Montaigu
- Charles Dugast-Matifeux (1812–1894), Historiker, geboren in Montaigu
- Michel-Augustin de Goyon (1764–1851), Unterpréfet von Montaigu 1806–1808
- Louis-Marie de La Révellière-Lépeaux (1753–1824), Revolutionspolitiker, geboren in Montaigu
- Charles-Henri, comte de La Roche-Saint-André (1765–1836), Feldmarschall, geboren in Montaigu
- Jacques-Gabriel-Louis Le Clerc, marquis de Juigné, (1727–1807), genannt „Le Marquis de Montaigu“, Generalleutnant,
- Jacques Raillon (1762–1835), Pfarrer von Montaigu, 1810–1814 ernannter Bischof von Orléans, 1829–1830 Bischof von Dijon, 1830–1835 Erzbischof von Aix.